# Sindrome di Chédiak-Higashi
La  sindrome di Chédiak-Higashi  è una rara sindrome a trasmissione autosomica recessiva caratterizzata da spiccata suscettibilità alle infezioni batteriche dovuta a gravi anomalie nell'attività microbicida dei neutrofili e dei monociti, ipopigmentazione cutanea e oculare, immunodeficienza e talvolta alterazioni neurologiche.

## Eziopatogenesi
La sindrome di Chédiak-Higashi è causata da mutazioni loss-of-function nel gene CHS1, localizzato sul braccio lungo del cromosoma 1-1q42.1-q42.2, che codifica per LYST, una proteina regolatrice del traffico lisosomiale. La mutazione determinerebbe alterazioni della morfologia di questa proteina portando alla formazione di granuli giganti derivanti dall'autofagocitosi dei melanosomi in tutte le cellule nucleate.

## Istologia
I granulociti mostrano inclusioni costituite da granuli citoplasmatici giganti e corpi di Döhle. Alla microscopia i capelli presentano granuli di melanina giganti distribuiti uniformemente.

## Clinica
La sindrome di Chédiak-Higashi è caratterizzata da fenotipo cutaneo chiaro, capelli argentati, retine pallide, iridi pallide e traslucide (alterazioni simili all'albinismo), suscettibilità alle infezioni da batteri piogeni (in particolare streptococchi e S. aureus) ricorrenti alla cute e alle vie respiratorie, neutropenia, febbre, ipertrofia epato-spleno-linfonodale, linfadenopatie, ittero, parodontite, tendenza al sanguinamento, alterazioni neurologiche quali deterioramento cognitivo, dovuto alle inclusioni citoplasmatiche nei neuroni e nella glia, paralisi dei nervi cranici, parestesie, disestesie, iporeflessia, tremori, convulsioni, anomalie nell'andatura, degenerazione spino-cerebellare che possono comparire sia nell'infanzia che nell'età adulta. La fase finale del quadro, che può insorgere a qualunque età nell'85% dei pazienti, è nota come "fase accelerata" ed è caratterizzata da linfoistiocitosi emofagocitica nei principali organi del corpo, che porta al decesso durante la seconda o terza decade di vita la maggior parte dei pazienti che sopravvivono alle infezioni batteriche.

## Diagnosi
La diagnosi si basa sull'esame obiettivo ed è confermata da uno striscio midollare che mostra le caratteristiche inclusioni giganti nei precursori dei granulociti. Può essere diagnosticata in epoca prenatale esaminando un campione di capelli da una biopsia del cuoio capelluto fetale o esaminando i leucociti in un campione di sangue fetale.

## Trattamento
L'unica cura della sindrome di Chédiak-Higashi è rappresentata dal trapianto di midollo osseo. Prima del trapianto, è necessario prevenire le infezioni con l'impiego di antibiotici o antivirali. Il trapianto non inibisce il possibile sviluppo di disordini neurologici.
I pazienti devono sottoporsi annualmente ad emocromo per valutare la neutropenia, funzionalità epatica, ecografia addominale per valutare l'eventuale epato-splenomegalia, visita oftalmologica.
Vanno evitati tutti i farmaci che possono peggiorare la suscettibilità al sanguinamento come FANS e salicilati. L'acuità visiva può essere corretta con l'utilizzo di lenti. In caso di sanguinamento è possibile ricorrere alla trasfusione con concentrati piastrinici.

## Prognosi
Senza il trapianto del midollo osseo, la prognosi è infausta. La speranza di vita è di 30-50 anni.